# Неленга
Не́ленга — река в Шенкурском районе Архангельской области. Длина 95 км. Площадь водосбора 505 км².
Берёт начало из озера Неленгское. Течёт с северо-запада на юго-восток. Крупнейший приток — Невгот (70-й км по правому берегу от устья Неленги). Впадает в Вагу (39-й км по правому берегу от устья Ваги, впадающей в Северную Двину).
В среднем течении реки находятся деревни Павловская и Пентюгинская (нежилые) Сюмского сельского поселения. Недалеко от устья пересекается с трассой М-8 (Москва — Архангельск). Примерно в трёх километрах от устья, ниже по течению Ваги, находится деревня Верхняя Кица.